# Telemetrija
Telemetrija, poznata još i kao telematika je tehnologija koja omogućava daljinsko merenje i prenos informacija sa udaljene lokacije do operatora.
Pojam je nastao od dve grčke reči tele = daleko, udaljen i metron = meriti. 
Upravljačke instrukcije koje se koriste u telemetriji nazivaju se telekomande.
Pojam telemetrija odnosi sa na prenos podataka i instrukcija na daljinu kako bežičnim tehnologijama (radio veza, wireless, IC ...) tako i prenos putem različitih medija kao što su: telefonska ili računarska mreža, optički kabl, koaksijalni kabl i druge vrste mreža.
Telemetrija nalazi široku primenu u oblasti poljoprivrede, upravljanja vodama, odbrane i vojne industrije, raketne i svemirske industrije, upravljanja udaljenim resursima, moto i autotrkama, medicini, ribolovstvu, zaštiti životinja, zaštiti od krađe i provala i dr oblastima.

## Spoljašnje veze
- Međunarodna fondacija za telemetriju
- IRIG 106 — Standard za digitalnu telemetriju
- Evropsko društvo za telemetriju